# Diego Masi
Diego Masi (Cremona, 11 febbraio 1947) è un politico italiano.

## Biografia
Si affaccia sulla scena politica nazionale in occasione delle elezioni politiche del 1994 come esponente del Patto Segni. In precedenza era stato consigliere comunale a Milano per la Democrazia Cristiana, partito che aveva abbandonato nel 1992 per seguire Mariotto Segni. Viene eletto alla Camera nella quota proporzionale per la piccola formazione di centro. Porta avanti l'opposizione al governo Berlusconi I da posizioni di centro e successivamente è, con il Patto Segni, promotore dell'alleanza di centrosinistra dell'Ulivo. In questa veste nel 1995 viene candidato alle elezioni regionali lombarde con il sostegno di tutto il centro-sinistra, ma è sconfitto dal candidato del centrodestra Roberto Formigoni.
In occasione delle elezioni politiche del 1996 viene eletto nella coalizione de L'Ulivo come esponente di Rinnovamento Italiano, con il quale il Patto Segni si era federato. Diviene capogruppo di Rinnovamento Italiano, ma nel dicembre 1996 il Patto riprende l'autonomia dal partito di Lamberto Dini: Masi, Giuseppe Bicocchi ed Elisa Pozza Tasca rimangono fedeli a Mariotto Segni.
A inizio 1998 aderisce all'Unione Democratica per la Repubblica. Insieme a Bicocchi, votò la sfiducia al governo Prodi I, nell'ottobre 1998, sebbene eletto nella coalizione di centro-sinistra dell'Ulivo. Nel governo D'Alema I è nominato sottosegretario agli Interni con delega all'immigrazione, in quota UDR. Dopo un anno si dimette e prende le distanze dal centrosinistra e dal governo, aderendo al Polo per le Libertà.
Lascia la politica attiva e istituzionale nel 2001.
In ambito imprenditoriale ha fondato nel 1972 Promotions Italia (poi ceduta al gruppo WPP), è stato vicepresidente dell’agenzia di pubblicità J.W. Thompson e presidente di Rmg-Connect. Ha inoltre partecipato alla fondazione di altre società nel settore delle comunicazioni (PromoDigital nel 2008) e del turismo (Promoviaggi e Go Green Digital). Ha presieduto Assocom dal 2009 al 2011.
È inoltre attivo in campo sociale, ricoprendo l'incarico di presidente di ActionAid dal 2001 al 2007.